# Guàrdia suïssa
La Guàrdia Suïssa Pontifícia (també Guàrdia Suïssa Papal o simplement Guàrdia Suïssa; llatí: Pontifícia Cohors Helvetica; italià: Guardia Svizzera Pontificia; alemany: Päpstliche Schweizergarde; francès: Garde suisse pontificale; Romanx: Guàrdia svizra papala) és una unitat menor de les forces armades i de la guàrdia d'honor mantinguda per la Santa Seu que protegeix el Papa i el Palau Apostòlic, servint com l'exèrcit de facto de la Ciutat del Vaticà. Creada el 1506 sota el mandat del Papa Juli II, la Guàrdia Suïssa Pontifícia és una de les unitats militars més antigues en funcionament.
L'uniforme de gala és de color blau, vermell, taronja i groc amb un aspecte clarament renaixentista. La guàrdia moderna té el paper de guardaespatlles del Papa. La Guàrdia Suïssa està equipada amb armes tradicionals, com l'alabarda, així com amb armes de foc modernes. Des del fallit intent d'assassinat del Papa Joan Pau II el 1981, s'ha posat un èmfasi molt més gran en les funcions no cerimonials de la Guàrdia, i s'ha millorat l'entrenament en el combat sense armes i amb armes petites.
Els reclutes de la guàrdia han de ser homes catòlics suïssos solters d'entre 19 i 30 anys que hagin completat la formació bàsica en les Forces Armades Suïsses.

## Història
Fou fundada pel papa Juli II el 1505, davant la necessitat de poder comptar amb un cos militar sempre disponible per a protegir-lo. En aquell moment, l'elecció lògica foren els mercenaris suïssos. La data oficial de fundació és el 21 de gener de 1506. Des de llavors ha variat molt en nombre i organització, i fins i tot en algunes ocasions ha estat dissolta.

## Composició i requisits

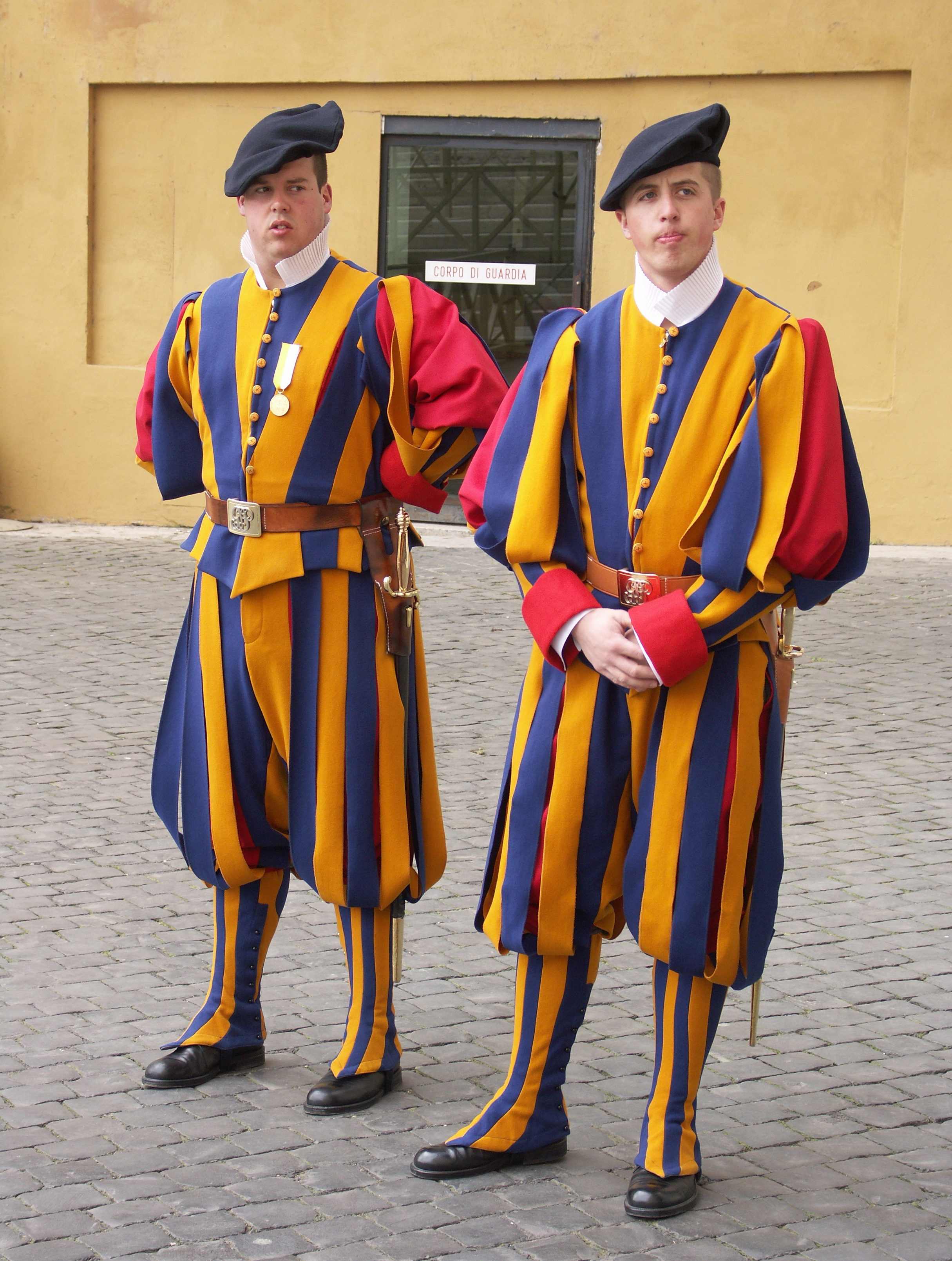
Dos guardes suïssos amb els seus tradicionals uniformes

Tots els reclutes han de ser catòlics, homes solters amb ciutadania suïssa que han completat la seva formació bàsica amb les Forces Armades de Suïssa amb certificats de bona conducta, tenir una edat entre 19 i 30 anys, i mesurar almenys 174 cm d'alçada. Actualment està formada per cent efectius: quatre oficials, 23 sotsoficials i caporals, 70 alabarders, 2 tamboriners i un capellà. El seu entrenament inclou el maneig d'armes modernes (com ara el fusell d'assalt SIG 550), però també l'espasa i l'alabarda.

## Uniforme
L'uniforme actual fou dissenyat pel comandant de la guàrdia Jules Répond (1910-1921) a partir del model que s'atribueix a Miquel Àngel ideat l'any 1505, i per això es considera un dels uniformes militars més antics del món. És de caràcter molt més vistós, alegre i brillant que el del segle xix: el casc està decorat amb una ploma vermella; els guants són blancs i la cuirassa conserva reminiscències medievals. El color vermell fou introduït pel Papa Lleó X, en honor de l'escut dels Mèdici.
La guàrdia suïssa no utilitza botes, sinó que vesteix mitges adherides a les cames i subjectades a l'alçada del genoll per una lliga daurada. En general, l'uniforme recorda l'esplendor de les antigues corts, l'alegria i el plaer de viure inherents a l'Antic Règim, així com l'honor de ser soldat, combatre i estar al servei del papa. El color vermell simbolitza també la sang vessada en defensa del papat.